# Azafranización
En la política de la India, la «azafranización» es un concepto político, generalmente de ideología conservadora, que identifica a la India con la cultura hinduista, excluyendo otras minorías e imponiéndoles una cultura hindú, especialmente a la minoría musulmana. 
Proviene del inglés, saffronisation. Se trata de un neologismo creado por los críticos al propio proceso. A pesar de sus críticas y de su asociación al fascismo, el movimiento azafranista es muy popular entre las clases populares hindúes de la India; sin ir más lejos el actual partido en el poder, el Bharatiya Janata («Partido Popular Indio»), y el primer ministro indio, Narendra Modi, elegidos democráticamente, son férreos defensores de la azafranización. Los procesos de azafranización se han venido intensificando desde que ganaron las elecciones generales de 2014 (y de 2019), y como resultado, la violencia contra las minorías también.
El término se aplica a los esfuerzos para promocionar las ideas del hindutva, e influenciar particularmente en el sistema escolar; sobre esto, fue un caso sonado la polémica sobre los libros de texto del NCERT donde se tergiversaron datos de la Historia de la India.

## En libros de texto
Las notas políticas a las revisiones de los libros de texto se observaron en los intentos realizados entre 2000-2001 por el Partido Bharatiya Janata (BJP) para reestructurar los organismos gubernamentales encargados de supervisar los libros de texto. Aunque se hicieron esfuerzos para ejercer control sobre los cuerpos, como el Consejo Indio de Investigación Histórica (ICHR), entre otros, el proceso no fue «exactamente satisfactorio desde el punto de vista del BJP», como se señaló en un informe publicado por The Hindu. El BJP no ocultó su intención de «azafranizar» la educación, pero se observó que el partido enfrentó problemas a la hora de querer implementar su intención. En ese momento se encontró un obstáculo para revisar los libros de texto en la gran cantidad de estados que no apoyaban los esfuerzos de BJP para revisar los libros de texto. Sin embargo, se observó que en los estados con el BJP en el poder, como Rayastán, se llevaron a cabo grandes cambios en los libros de texto.
Después de que un partido político rival, el Congreso Nacional Indio, llegara al poder, en 2004 se emprendieron esfuerzos para revertir la azafronización de los libros de texto realizados anteriormente por BJP.
Cuando el Hindustan Times comentó sobre la azafranización de los libros de texto indios a finales de 2014, apuntó que los esfuerzos de la derecha para imponer este recuento alternativo de la historia enfrentaron «cierta dificultad ya que carecían de historiadores creíbles para respaldar tales afirmaciones». Una época reconocida de la historia india particularmente problemática para los historiadores es el período clásico tardío (650-1200 d. C.), contemporáneo a la Edad Media europea. Como no hay consenso sobre esa época, la historia de ese período es subjetiva y está abierta a la influencia de las simpatías y perspectivas del escritor de libros de texto: «la elección del escritor de libros de texto es más decisiva que cualquier otra cosa», se señaló The Hindu en su informe.  Por ejemplo, cuando el período medieval de la India se «azafraniza», se describe como «una era oscura del dominio islámico colonial que apagó las glorias del imperio hindú que lo precedió». Otra trampa en la politización de la historia se relaciona con la disputa sobre el estado indio de Jammu y Cachemira.
A mediados de 2015, The Times of India informó que el Consejo Nacional de Investigación y Capacitación Educativa, que se encarga de publicar libros de texto, había participado en una reunión convocada por el Ministerio de Desarrollo de Recursos Humanos, y durante esa reunión, el tema de se discutió el cambio de libros de texto. Un funcionario de la CIDH se quejó de que el tema del nacionalismo no recibió el tratamiento adecuado en los libros de texto, preparando el escenario para posibles revisiones de los libros de texto.
Según los informes, el gobierno estatal de Rajastán gastó 37 millones de rupias para reimprimir 36 libros de texto utilizados para las clases 1 a 8 para la sesión académica 2016-2017 que se basará en una agenda que promoverá la cultura india al incluir figuras históricas, como Maharaja Surajmal, Hem Chandra y Gurú Gobind Singh. Los libros de texto que habían sido aprobados hasta la sesión académica 2012-13 quedaron obsoletos bajo la reescritura de la historia, y esos libros fueron subastados. En total, se ordenó imprimir 5,66 millones de nuevos libros de texto para una agenda que los críticos describieron que tenía la intención de apoyar la azafranización de los libros de texto. El ministro de educación de Rayastán (primaria y secundaria) Vasudev Devnani negó las acusaciones de azafranización, pero los educadores describieron su decisión como la «hinduización de la educación» que ocurre cuando las fuerzas de derecha llegan al poder.
Según los informes, el gobierno del estado de Karnataka ordenó nuevos libros de texto para la sesión académica 2017-18 en un esfuerzo que académicos y críticos describieron como un «intento descarado de azafranizar libros de texto».